# Towards Zero
Towards Zero (Hora zero, no Brasil / Contagem até zero (1960) ou Na Hora H (2006), em Portugal) é um romance policial de Agatha Christie, publicado em 1944. 
Marca a última aparição do superintendente Battle.

## Enredo
Uma série de acontecimentos aparentemente desconexos entre si tem seu ápice quando o jogador de tênis Nevile Strange, casado com a bela Kay, reencontra sua esposa anterior, Audrey, e resolve promover um encontro entre as duas esposas, para colocar as desavenças de lado. Audrey havia sido trocada por Kay, mas esta sempre manteve ciúmes de Audrey. 
Nevile era o protegido do falecido marido da viúva Lady Tressillian, cuja mansão, Gull's Point, foi o local escolhido para o encontro de esposas Strange. Apesar de discordar inteiramente da ideia, a anfitriã aceita os convidados, que incluem um amigo de infância de Audrey que sempre fora apaixonado por ela, Thomas Royde, e um amigo de Kay, Ted Latimer. As tensões amorosas no ambiente estão altas e para piorar, outro convidado, o Sr. Treves, conta uma história intrigante sobre uma criança assassina que conhecera anos antes. 
Na mesma noite, ele morre, em circunstâncias aparentemente acidentais. Pouco depois, Lady Tressillian é assassinada por um golpe mortal na cabeça, aparentemente desferido por um taco de golfe que pertencia a Nevile e fora deixado na cena do crime.
Entram em cena o superintendente Battle, da Scotland Yard, e seu sobrinho e inspetor Jim(James Leach) para buscar a solução do mistério.